# Yaya DaCosta
Yaya DaCosta (født Camara DaCosta Johnson 15. november 1982 i Harlem, New York) er en amerikansk skuespiller og fotomodel.
DaCosta blev kendt i 2004 da hun deltog i den tredje sæson af America's Next Top Model hvor hun kom på en andenplads efter Eva Pigford. Som skuespiller har hun blandt andet haft roller i The Kids Are All Right (2010) og The Butler (2013).
Den 26. juni 2012 giftede Yaya DaCosta sig med Joshua Bee Alafia og tog efternavnet Alafia.

## Filmografi
- 2006 – Take the Lead
- 2008 – All My Children (TV-serie) (44 afsnit)
- 2009 – The Messenger
- 2009 – Ugly Betty (TV-serie) (7 afsnit)
- 2010 – Tron: Legacy
- 2010 – The Kids Are All Right
- 2011 – In Time
- 2011 – Stand Off
- 2013 – The Butler